# Absidia caerulea
Absidia caerulea är en svampart som beskrevs av Bainier 1889. Absidia caerulea ingår i släktet Absidia och familjen Mucoraceae.   Inga underarter finns listade i Catalogue of Life.